# Battaglia di Kirchheimbolanden
La battaglia di Kirchheimbolanden ed il successivo bombardamento della città, fu un'operazione militare compiuta dall'esercito prussiano presso la città tedesca di Kirchheimbolanden il 14 giugno 1849 per strapparla ai rivoluzionari.

## Antefatto
I movimenti della rivoluzione di marzo coi membri della Confederazione Germanica portarono all'elezione dell'Assemblea di Francoforte, il primo parlamento tedesco. Questo parlamento varò la Costituzione della chiesa di San Paolino il 28 marzo 1849 che istituiva la Confederazione come una monarchia ereditaria ma costituzionale. Re Federico Guglielmo IV di Prussia rifiutò la corona imperiale che gli era stata offerta proprio per le condizioni con le quali essa veniva presentata. Il 23 aprile il re di Baviera ed il suo governo rifiutarono di approvare la costituzione, fatto che spinse i politici di sinistra a vederlo come un colpo di stato.
Il 2 maggio, venne deciso di formare una commissione nazionale composta da dieci membri per la difesa della costituzione ed il 7 maggio 1849 il rappresentante del Palatinato, Bernhard Eisenstuck, legittimò questa commissione.
Il 3 maggio 1849, scoppiò la rivolta di maggio a Dresda, ma questa venne repressa già il 9 maggio dalle truppe sassoni e prussiane. L'11 maggio, la rivoluzione del Baden si aprì con l'ammutinamento delle truppe badensi in servizio presso la fortezza di Rastadt. Il Baden e l'Assia si stavano mobilitando già dal 9 maggio, mentre i corpi rivoluzionari si ammassavano a Wörrstadt a Pfeddersheim ed a Kirchheimbolanden.
L'11 giugno, come preavvisato, intervenne il I corpo d'armata prussiano sotto il comando del generale Moritz von Hirschfeld. L'avanguardia della I divisione, comandata dal maggiore generale von Hannecken, attraversò il confine del Palatinato senza trovare opposizioni presso Kreuznach ed avanzò a sud.

## Le unità coinvolte
I rivoluzionari dell'area, guidati da N. Rouppert, nominato a tale incarico dal generale Franz Sznayde erano in tutto 1 500 con un solo cannone da campo.
L'avanguardia della IV divisione del I corpo d'armata prussiano di base a Berlino disponeva di un battaglione della guardia, di un battaglione di fucilieri del 24º reggimento di fanteria, di due squadroni del 7º reggimento ulani e di due cannoni al comando del colonnello von Schleinitz.

## Il corso della battaglia
Il 13 giugno, i prussiani si trovavano presso Morschheim, quando si scontrarono con una prima compagnia di rivoltosi col risultato di un morto e due feriti.
I ribelli lasciarono Morschheim e, contro gli ordini prestabiliti, la notte tra il 13 ed il 14 giugno si ritirarono verso Kirchheimbolanden. L'avanzata dei prussiani venne individuata presso Kirchheimbolanden il 14 giugno alle 5:00. Una compagnia prussiana di fucilieri occupò Orbis, inizialmente senza opposizione, e continuò poi a nordovest verso Kirchheimbolanden, mentre il grosso delle unità prussiane attaccarono il villaggio da nord. Un terzo gruppo avanzò da ovest. Una compagnia di rivoltosi inizialmente oppose resistenza ai prussiani davanti al villaggio, ma poi venne respinta da un attacco su tre fronti. La situazione dei rivoltosi, che si trovavano sotto il fuoco dell'artiglieria, divenne precaria. Il maggiore Rouppert, incaricato dei movimenti sul campo, non era in grado di decidersi sul da farsi e per questo Zitz e Bamberger decisero di ritirare le truppe verso Rockenhausen. Una parte dei fucilieri di Magonza rimase sul posto per ragioni ad oggi sconosciute, attestandosi nel giardino del castello dove una compagnia della guardia catturò le barricate. I fucilieri prussiani ruppero il cancello e penetrarono nel castello dove i volontari vennero uccisi o catturati.Tra i prigionieri vi fu anche Mathilde Hitzfeld, donna che divenne il simbolo stesso di quella rivolta.
I rivoluzionari ripiegarono su Neustadt an der Weinstraße, dove si unirono alla milizia del corpo d'armata del generale Blenkr presso un ponte sul Reno a Knielingen il 18 giugno e si spostarono 
poi a Baden.
Il principe ereditario di Prussia, supremo comandante dell'intero esercito che sconfisse i rivoluzionari nel Palatinato e nel Baden, accompagnò personalmente i movimenti della IV divisione e ringraziò le truppe a nome del governo dopo la battaglia.

## Commemorazione

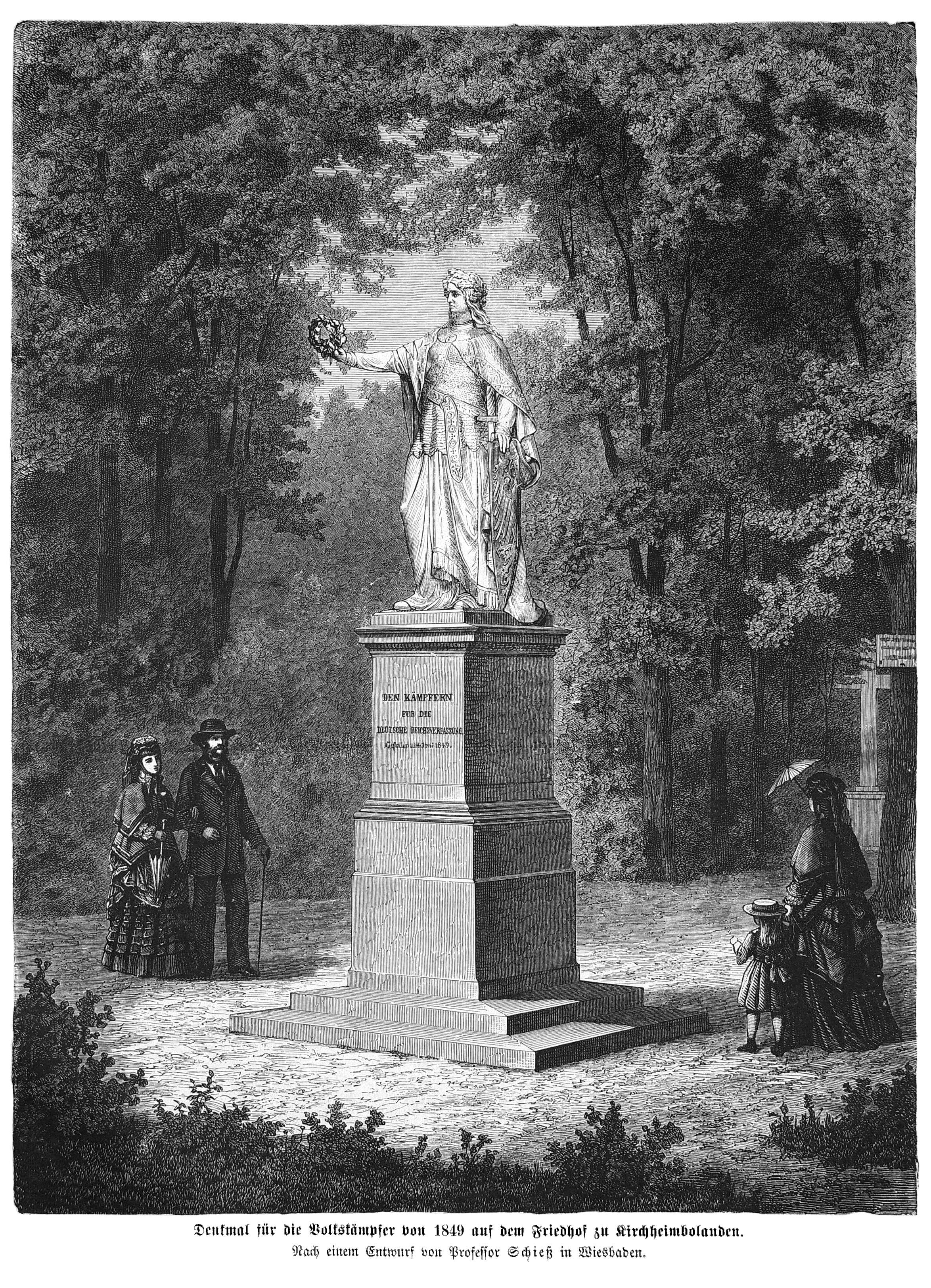
Monumento ai ribelli del 1849 nel cimitero di Kirchheimbolanden, basato su un disegno del prof. Schieß di Wiesbaden.

Il 16 giugno 1872 venne eretto un monumento ai rivoluzionari caduti il 14 giugno 1849 nel cimitero di Kirchheimbolanden. Esso rappresenta la Germania con uno scudo che riporta l'aquila imperiale. Sul piedistallo l'inscrizione riporta: "Nel 1848-1849 l'assemblea imperiale di Francoforte sul Meno, eletta dal popolo tedesco, discusse e legalmente approvò una costituzione per l'impero la cui introduzione ed esecuzione, ad ogni modo, incontrò l'opposizione di vari principi tedeschi contro il volere del popolo. La popolazione del Palatinato bavarese e del Baden si batté per i propri diritti, ma la sua milizia venne sconfitta da forze superiori dispiegate dai principi, e la speranza di creare un impero tedesco unito e libero si concluse all'orizzonte. In queste battaglie per i propri diritti il popolo vennero supportati da uomini e ragazzi della vicina provincia dell'Assia renana, ispirati ai concetti di patria e libertà e formati come forze volontarie, qui a Kirchheimbolanden il 14 giugno 1849, nella prima battaglia contro l'esercito prussiano che avanzava nel Palatinato, i seguenti [nomi] morirono da eroi per la libertà e la patria e trovarono luogo del loro eterno riposo in questo cimitero".